# Saint-Gilles (Gard)
Saint-Gilles település Franciaországban, Gard megyében. Lakosainak száma 14 427 fő (2022. január 1.). Saint-Gilles Arles, Saintes-Maries-de-la-Mer, Beauvoisin, Bellegarde, Caissargues, Fourques, Garons, Générac, Nîmes és Vauvert községekkel határos.

## Népesség
A település népessége az elmúlt években az alábbi módon változott:
| Lakosok száma | 8742 | 9887 | 11 304 | 13 234 | 13 641 | 13 477 | 13 607 | 13 931 | 14 197 | 14 427 |
|               | 1968 | 1982 | 1990   | 2006   | 2013   | 2015   | 2017   | 2019   | 2020   | 2022   |